# Down (Blink-182)
Down is een nummer van de Amerikaanse rockband Blink-182 uit 2004. Het is de derde single van hun titelloze vijfde studioalbum.
"Down" gaat over een jonge, eenzame jongen die indruk probeert te maken op een meisje dat hij erg leuk vindt. Het nummer flopte in Amerika,  in het Nederlandse taalgebied bleef het buiten de hitlijsten. Wel werd het een kleine hit in het Verenigd Koninkrijk, het Duitse taalgebied en Oceanië. 

## Tracklijst
Cd-single
1. "Down" - 3:14
2. "I Miss You" (James Guthrie mix)